# KIC 8462852
KIC 8462852 (neuradno imenovana Tabbyjina zvezda, Boyajianina zvezda ali Zvezda WTF (»Where's The Flux«)) je zvezda iz glavnega niza razreda F v ozvezdju Laboda približno 454 parsekov (1480 svetlobnih let) od Zemlje. Septembra 2015 je več astronomov objavilo članek kot del projekta Planet Hunters v katerem so prikazali analize nenavadnih nihanj svetlobnega navideznega sija zvezde, ki jih je izmeril vesoljski daljnogled Kepler. Kepler opazuje spremembe sija oddaljenih zvezd zaradi iskanja zunajosončnih planetov.
Velike nepravilne spremembe navideznega sija zvezde so v skladu z veliko maso (ali veliko manjših mas), ki kroži okrog nje v »tesni tvorbi.« Predlagali so nekaj domnev za razlago zvezdinega svetlobnega profila. Raziskovalci trenutno menijo, da je možna razlaga za nenavadno zmanjšanje sija zvezde posledica razpadlega kometa, ki kroži okrog zvezde po eliptičnem tiru.
Oktobra 2015 so na zvezdo mediji postali pozorni zaradi špekulacij glede njene nenavadne svetlobne krivulje, ki bi lahko bila znak za dejavnost povezano z zunajzemeljskim inteligentnim življenjem.

## Navidezna lega
KIC 8462852 v Labodu leži na nebu približno na polovici med navidezno svetlima zvezdama Denebom (α Cyg, α Laboda, Alfa Laboda) in Rukhom (δ Cyg, δ Laboda, Delta Laboda) kot del Severnega križa. KIC 8462852 leži južno od Omikron¹ Laboda (ο¹ Cyg, ο¹ Laboda, 31 Laboda) in severovzhodno od odprte kopice NGC 6866. Čeprav je navidezno le nekaj ločnih minut stran od kopice, z njo ni povezana in je bližje Soncu kot pa njej. Z navideznim sijem 11,7 se zvezde s prostimi očmi ne da videti.

## Opazovalni podatki s plovilaKepler
Podatki o izsevu zvezde z vesoljskega daljnogleda Kepler kažejo majhne neperiodične padce v siju neskladne jakosti, ki se stalno pojavljajo, skupaj z dvema velikima zaznanima padcema sija, ki se v grobem pojavljata prbližno vsakih 750 dni. Prava jakost in sprememba opazovanih padcev zvezdinega sija begata znanstvenike. Spremembe zvezdinega sija so v skladu z veliko maso (ali skupnih manjših mas), ki kroži okrog zvezde v »tesni tvorbi.«
Prvi veliki padec je zakril zvezdin sij do 15 %, drugi pa do 22 %. V primerjavi bi planet velikosti Jupitra zakril zvezdo takšne veikosti do 1 %, kar nakazuje, da karkoli onemogoča svetlobo med večjimi padci zvezdinega sija, ne more biti planet, ampak nekaj kar je veliko polovico njene širine. Zaradi okvare dveh Keplerjevih reakcijskih diskov, predvidenega 750-dnevnega padca okoli aprila 2015 niso zabeležili.

### Domneve
Na podlagi spektralne razvrstitve se spremembe zvezdinega sija ne morejo povezati z njeno lastno spremenljivostjo, tako da so predlagali več domnev kjer naj bi krožeča snov okrog zvezde onemogočala njeno svetlobo. Nobena od domnev pa v celoti ne pojasni opazovanih podatkov.
Ena razlaga nenavadnega zmanjšanja zvezdine svetlobe je posledica oblaka razpadlega kometa, ki kroži okrog zvezde po eliptičnem tiru. Po tem scenariju gravitacija bližnje zvezde povzroča, da kometi iz zvezdinega Oortovega oblaka padajo proti njej. To podpira dejstvo, da v njeni bližini leži rdeča pritlikavka na razdalji 132·109 km (885 a.e.). Vendar v predstavo, da lahko zmoteni kometi iz Oortovega oblaka obstajajo v bližnjem ekliptičnem tiru v dovolj velikem številu za zakritje 22 % zvezdinega izseva, dvomijo.
Druga domneva za zvezdine nepravilne padce izseva predlaga, da je zvezda nedavno zajela asteroidno polje.
Druge razlage onemogočanja svetlobe z zvezde obsegajo instumentalne/podatkovne napake, spremenljivo zvezdo B(e), medzvezdni prah, mlado zvezdo spremljevalko s protoplanetnim diskom ali vrsto velikanskih planetov z velikimi obročastimi strukturami.
Naredili so tudi visokoločljiva spektroskopska in slikovna opazovanja, kakor tudi analize porazdelitve spektralne energije (SED) s pomočjo Severnim optičnim daljnogledom (NOT) na La Palmi. V scenariju z velikim trkom bi se tvoril topel prah, ki bi seval v infrardečih valovnih dolžinah, vendar presežka infrardeče energije niso opazili, tako da so izključili ostanke masovnega planetnega trka. Drugi raziskovalci menijo, da je razlaga polja planetnih ostankov malo verjetna, saj je zelo majhna verjetnost, da bi Kepler sploh lahko kdaj zaznal takšen pojav.
Astronom Jason T. Wright je upošteval, da, če je zvezda mlajša kakor bi nakazovala njena lega in hitrost, bi še vedno imela združeno snov okrog sebe. Poleg tega je razmišljal, da so morda telesa, ki krožijo okrog zvezde, megastrukture, delo nezemeljske civilizacije, kot je na primer Dysonov roj, domnevna struktura, ki bi jo lahko napredna civilizacija zgradila okrog zvezde za prestrezanje zvezdine svetlobne energije za svoje energetske potrebe.

### Nadaljnje raziskave
Inštitut SETI načrtuje usmeriti radijske diske na zvezdo za preverbo radijskih virov od inteligentnega zunajzemeljskega življenja. Več atronomov je neodvisno predlagalo dodatna nadaljnja opazovanja, kjer bi uporabili radijski daljnogled Green Bank, radijski daljnogled VLA in prihodnje vesoljske daljnoglede, namenjene eksoplanetologiji, kot so: WFIRST, TESS in PLATO.